# Izomorfizmustételek
Az izomorfizmustételek az univerzális algebra fontos eredményei, amik csoportok, gyűrűk és bonyolultabb struktúrák szerkezetét tárják fel. Az adott algebrai struktúra, kategória homomorfizmustételének közvetlen következményei. Néha a homomorfizmustételt tekintik az első izomorfizmustételnek, és az első és második izomorfizmustételt a második és a harmadik izomorfizmustételnek nevezik.

## Csoportelmélet

### Homomorfizmustétel
Legyenek {\displaystyle G} és {\displaystyle H} csoportok, {\displaystyle \Phi } homomorfizmus {\displaystyle G}-ből {\displaystyle H}-ba. Jelölje {\displaystyle \Phi } magját {\displaystyle K}, és rendelje a {\displaystyle \gamma _{K}} homomorfizmus minden {\displaystyle g} elemhez a {\displaystyle K} szerinti bal mellékosztályát! Ekkor van egy egyértelmű {\displaystyle \Psi :G/K\to \Phi (G)} homomorfizmus, amire {\displaystyle \Phi (g)=\Psi (\gamma _{K}(g))} minden {\displaystyle g\in G}-re.

### Első izomorfizmustétel
Legyen G csoport, H részcsoport G-ben, és N normálosztója G-nek! Ekkor HN={hn|h ∈ H, n ∈ N}=NH, és
(HN)/N≅H/H ∩ N.

### Második izomorfizmustétel
Legyen G csoport, legyenek N és M normálosztók G-ben, és legyen M N részcsoportja! Ekkor:
G/N≅(G/M)/(N/M).

## Gyűrűelmélet
A gyűrűelméleti tételek a csoportelméleti tételek általánosításai, csak a szorzás igényel további meggondolásokat.

### Első izomorfizmustétel
Legyen R gyűrű, I ideál, és S részgyűrű R-ben! Ekkor S+I is részgyűrű R-ben, és S∩I ideál S-ben, és
(S'+I)/I≅S/(S∩I).

### Második izomorfizmustétel
Legyen R gyűrű, I és J ideálok R-ben, és I részgyűrűje J-nek! Ekkor
(R/I)/(J/I)≅R/J,
és a felírt faktorcsoportok értelmesek.

## Bizonyítás
Csak a csoportelméleti tételeket bizonyítjuk; a gyűrűelméleti tételek bizonyítása hasonló.

### Az első izomorfizmustétel bizonyítása
Mivel N normálosztó, azért HN=NH, és ez részcsoport.
N részcsoportja HN-nek, ugyanis 1·N=N, és normálosztó is, mivel gN=Ng minden g∈G-re, tehát minden g∈HN-re is.
Legyen a φ homomorfizmus az x-> xN természetes homomorfizmus leszűkítése a H-ra! Ennek magja H∩N, ugyanis ha
hN=1·N, akkor
h∈N, azaz h∈H∩N.
A szürjektivitáshoz vizsgáljuk HN elemeit; ezek xN mellékosztályok, ahol x befutja HN-t. HN elemeinek alakja hn, ahol h∈H, és n∈N, így a mellékosztályok hnN=hN alakúak. φ képe végigfut a hN mellékosztályokon, tehát φ szürjektív, így bevethető a homomorfizmustétel.
A homomorfizmustétellel az izomorfia azonnal következik.

### A második izomorfizmustétel bizonyítása
Jelölje a kanonikus homomorfizmusokat π: G->G/M és φ: G-> (G/M)/(N/M)! Kompozíciójuk a szürjektív ψ: G->(G/M)(G/N). Keressük ennek magját.
Ha g a magban van, akkor 1=ψ(g)=φ(π(g)). Innen π(g) φ magjában van, ami N/M, így π−1(N/M)=π−1(π(N))=N.
Innen a homomorfizmustétellel azonnal adódik az ekvivalencia.